# Rederi AB Gotland
Rederi AB Gotland, i folkmun kallat Gotlandsbolaget, är en koncern som främst består av tre verksamhetsgrenar: rederirörelse, hotellverksamhet med researrangörsverksamhet samt förvaltning av egna fastigheter.
Rederi AB Gotlands dotterbolag Destination Gotland bedriver trafik mellan Gotland och svenska fastlandet. Trafiken till och från Gotland går med de tre höghastighetsfärjorna M/S Visby (ex Visborg), M/S Gotland (2019), M/S Drotten. M/S Visby (2000) är för tillfället utchartrad till DFDS för trafik mellan Karlshamn och Klaipeda. Med dotterbolaget "Go Nordic Cruiseline" driver de M/S Nordic Crown och M/S Nordic Pearl och tillsammans med Viking Line driver de Birka Gotland.
Koncernens tonnage inom produkttankers, d.v.s. fartyg som fraktar raffinerade oljeprodukter från ett raffinaderi till en oljeterminal eller användare, har samlats i underkoncernen Gotland Tankers AB.  Här ingår 14 fartyg i storlekarna 7 000 till 100 000 ton. Sex av dessa fartyg ägs till 50 procent av Rederi AB Gotland. Managementansvaret för koncernens produkttankers ligger hos andra rederier.
Hotellverksamheten bedrivs genom Gotland Hotels and Properties, tidigare GotlandsResor. Här ingår främst Scandic Visby och Gustavsviks Semesterby samt researrangörsverksamhet.

## Historik

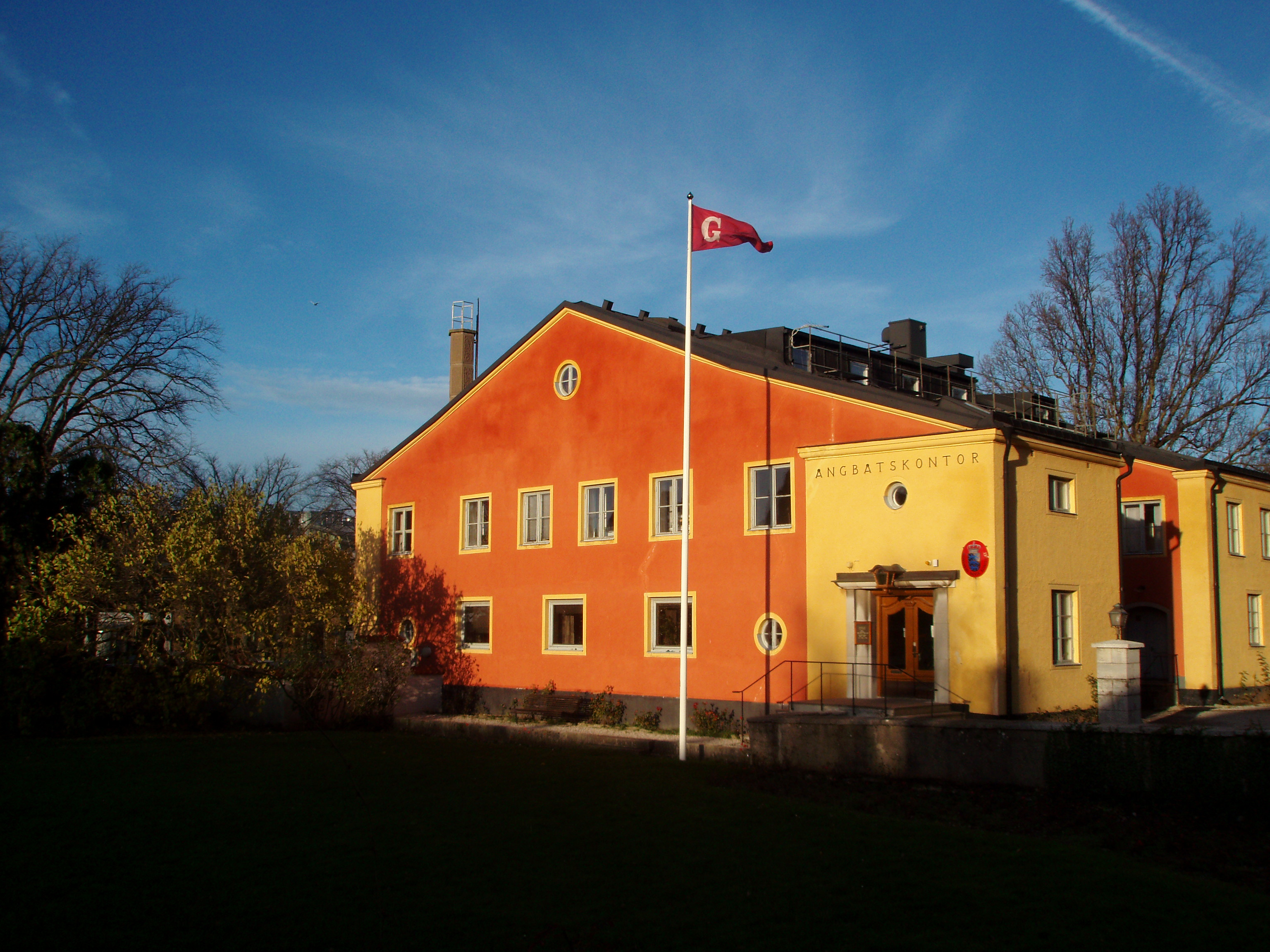
Gotlandsbolagets huvudkontor på Hamngatan 1, Visby.

Rederiet startades 1865 under namnet "Ångfartygsbolaget Gotland" (ÅG) på initiativ av landshövding Henrik Gyllenram. Främsta orsaken var att få till stånd vintertrafik med fastlandet, då tidigare rederier som bedrivit passagerartrafik med fastlandet enbart använt hjulångare som inte klarade att gå is. Det första fartyg som införskaffades döptes till Wisby och togs i trafik sommaren 1866. Redan 1868 införskaffades ytterligare ett fartyg, Gotland och 1876 ett tredje fartyg, Tjelvar. Sedan firman Lovén & Co. som sedan 1850-talet trafikerat rutten Stockholm-Visby-Kalmar utkonkurrerats 1868 tecknade ÅG avtal med posten om att sköta frakten av post över Östersjön.
Efter att på 1870-talet utkonkurrerat Ångfartygs AB Södra Gotland, övertog man även 1876 även deras ångare Klintehamn. Då Klintehamn som främst trafikerade lanthamnarna på Gotland ansågs vara en dålig isbrytare införskaffades 1889 även ångfartyget Polhem. 1894 ombildades bolaget till aktiebolaget Ångfartygs AB Gotland. Samtidigt målades skrovet på rederiets båtar om från grönt till rödbrunt. Man inköpte även lastfartyget Roma. 1899 införskaffades ångaren S/S Hansa som blev den första moderna passagerarångaren med matsal på däcket. Den var till skillnad från tidigare fartyg vitmålad och byggd för att klara att gå i is. Det tidiga 1900-talet innebar svårigheter för bolaget med konkurrens från Ångfartygsbolaget Wisborg, som trafikerade Gotland med två och senare tre fartyg. Sedan bolaget 1913 gått i konkurs blev Ångfartygs AB Gotland åter ensamma med reguljär passagerartrafik mellan Gotland och fastlandet. 1904 hade man inköpt S/S Franzén, som tidigare ui Lovén & co.:s ägo trafikerat Gotland. Fartyget döptes om till S/S Gute och sattes i godstrafik mellan Gotland och fastlandet.
Avtalet med posten hade rederiet fram till 1962 då flyget övertog verksamheten, i samband med det ändrades namnet till Rederi AB Gotland.

## Fartygstrafik
År 1890 bildade DBW en kommitté för att främja den ökade turismen till ön. Resultatet av deras arbete blev ”Gotlands Turistförening” som bildades 1896 och utgjorde ett dotterbolag till Ångfartygsbolaget. Nu inledde bolaget en turistsatsning som bland annat innebar att Snäckgärdsbaden köptes in och upprustades. Under 1930-talet började turisterna ta med sig sina bilar. Det var dock inte förrän efter andra världskriget som bilturismen började ta fart ordentligt. Rederiets första motorfartyg införskaffades 1936. Det blev dock strandsatt under andra världskriget på grund av oljebrist. Istället blev det de tre koleldade fartygen S/S Drotten, S/S Visby och S/S Hansa som fick sköta trafiken.

### S/SHansatorpederas
Den 24 november 1944 blev en svart dag i rederiets historia. Fartyget S/S Hansa torpederades av en sovjetisk ubåt och sjönk. 84 människor fick sätta livet till medan två överlevde attacken.

### Efterkrigstrafiken

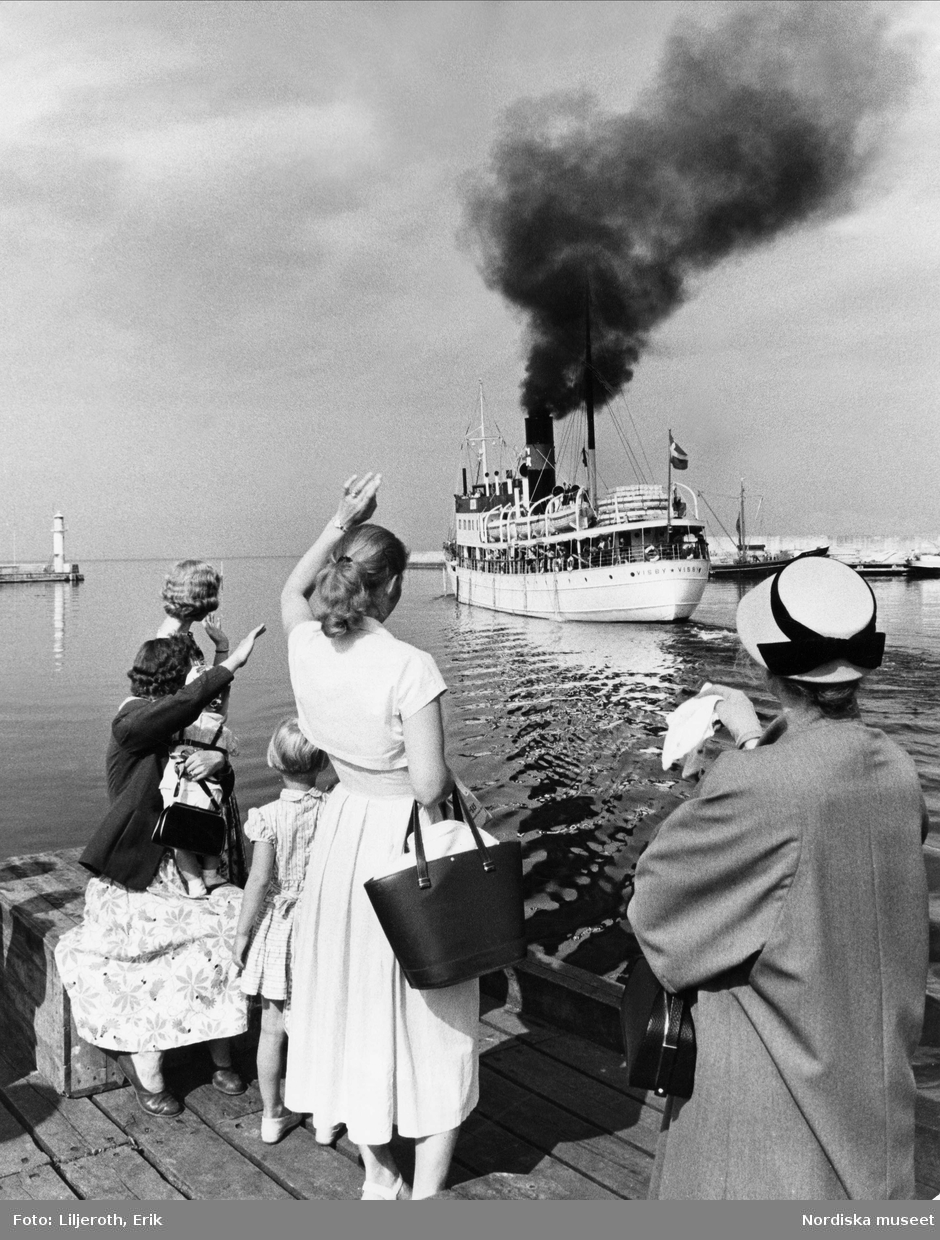
Gotlandsfärjan S/S Visby lämnar Visby hamn, sent 1950-tal.

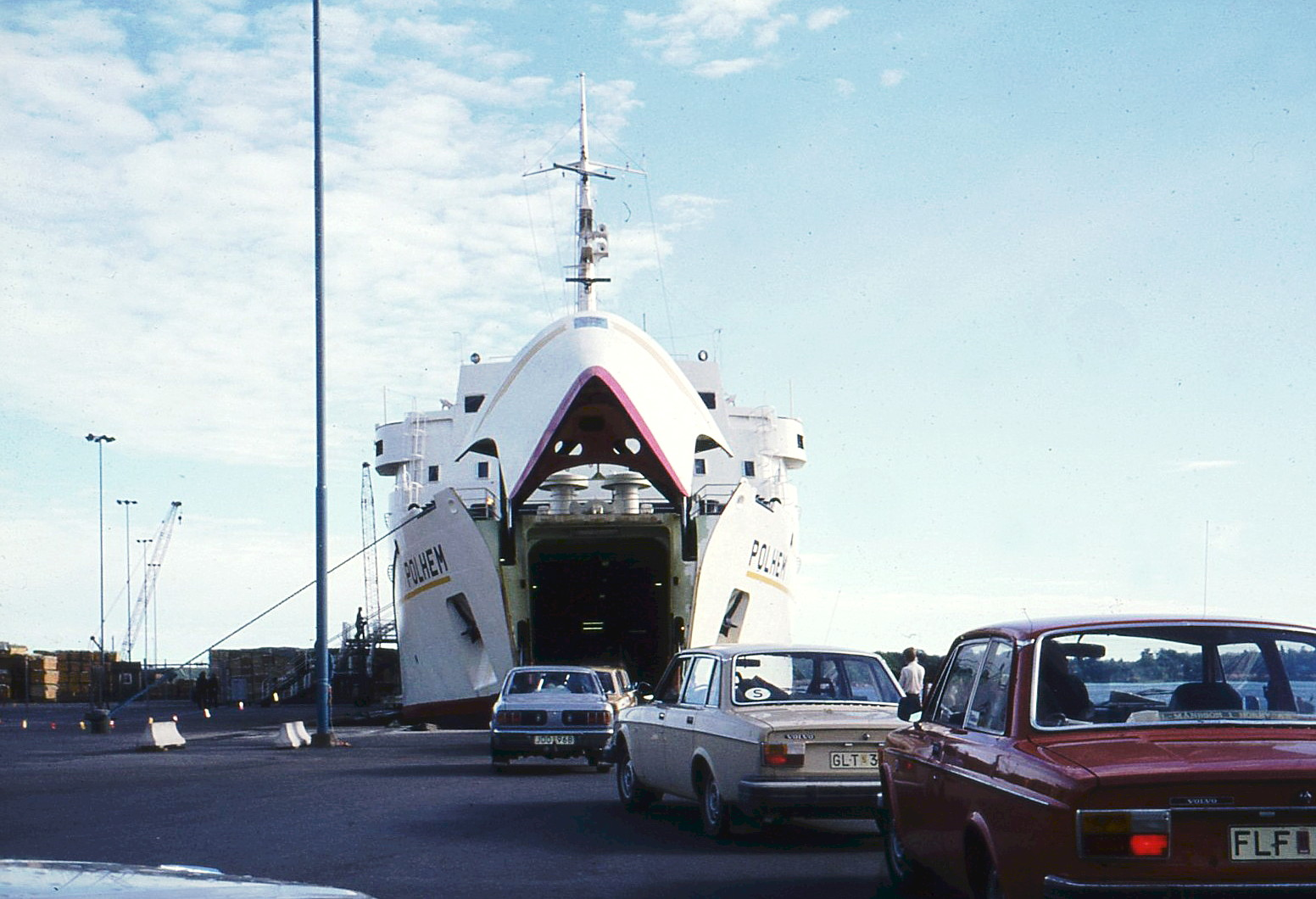
M/S Polhem i Västerviks hamn, juli 1978.

Efter kriget ökade efterfrågan på att ta med sig bilen på båten, och rederiet tog 1955 sin första bilfärja i trafik. Fartyget, som inköptes från Sessanlinjen, hette Kronprinsessan Ingrid men döptes i Gotlandstrafiken om till Christofer Polhem. Bolaget har bland annat trafikerat Nynäshamn–Visby, Oskarshamn–Visby och Västervik–Visby.
Hösten 1962 köptes ytterligare en bilfärja in från Sessanlinjen. Prinsessan Margaretha, som hade sjösatts 1955 och ersatt Kronprinsessan Ingrid, var försedd med akterport och då Europas största bilfärja. Det nya fartyget döptes till Thjelvar. Även Christofer Polhem hade nu utrustats med akterport. Thjelvar kunde dock, till skillnad från Christofer Polhem, fylla hela bildäcket med långtradare.
Efterfrågan på bilplatser var dock avsevärt större än tillgången, varför ÅG tvingades att använda sina fraktbåtar som följebåtar till passagerarfartygen. Fraktbåtarna tog bilarna och passagerarna åkte med ordinarie färja. Detta tillkortakommande resulterade i att en konkurrerande linje startades den 16 juni 1959 av "Rederi AB Nordö". De etablerade "Ö-linjen" mellan Öland och Gotland. Till att börja med var Ö-linjen inriktad på turisttrafik, men efterhand som resandet växte utvecklades Ö-linjen till en fullfjädrad konkurrent till Gotlandsbolaget med åretrunttrafik på två fastlandshamnar. Ö-linjen bedrev till att börja med trafiken med hjälp av ombyggda lastbåtar, men 1962 satte Ö-linjen in den första riktiga ropax-färjan, Gotlänningen, i Gotlandstrafikens historia. Den ökade konkurrensen satte press på Gotlandsbolaget som svarade med att beställa två nya fartyg speciellt anpassade för Gotlandstrafiken. 1964 kom de två första nybyggda Ropax-färjorna i Gotlandsbolagets trafik, Hollandsbyggena Visby och Gotland.
Gotlandsbolaget köpte dock upp Ö-linjen 1967, och fick ensamrätt på Gotlandstrafiken 1970 genom "lagen om linjesjöfart mellan Gotland och fastlandet". Lagen innebar att staten utfärdade en koncession till det rederi som skulle bedriva verksamheten. Gotlandsbolaget lyckades förhandla till sig denna koncession.
1972 och 1973 levererades de Jugoslavienbyggda färjorna Visby och Gotland. 1980 och 1981 tillkom två nya Landskronabyggda färjor; Visby och Wasa Star (det senare sattes aldrig in i Gotlandstrafiken).
1988 förlorade Gotlandsbolaget koncessionen på Gotlandstrafiken till JBT/Gotlandslinjen (Johnson Baltic Trafficmanagement AB) och  Nordström & Thulin AB. Under denna tid begav sig bolaget in på nya marknader. Man hyrde ut det yngre tonnaget och sålde av det äldre. Därefter satsade man främst på produkttankers och vidareutveckling av turism och flyg.
1998 återfick Gotlandsbolaget koncessionen via dotterbolaget Destination Gotland AB. Dotterbolaget har ett tonnage bestående av två snabbfärjor och två mindre högfartsfärjor.
Den 25 juni 2009 beslutade regeringen att ändra förordningen om linjesjöfart till Gotland. I praktiken innebär det att konkurrensen på Gotlandstrafiken släpptes fri från den 17 juli 2009. För regelbunden trafik mellan fastlandet och Gotska Sandön krävs dock även fortsättningsvis tillstånd av Naturvårdsverket.
2023 såldes de två mindre HSC färjorna HSC Gotlandia & HSC Gotlandia II. 

## Verkställande direktörer
- 1866–1873 - Johan Axel Bachér
- 1874–1883 - Rudolf Cramér
- 1884–1912 - Axel Ekman
- 1912–1945 - Carl Ekman
- 1945–1956 - Sven Wahlberg
- 1957–1961 - Carl-Eric Ekman
- 1962–1978 - Sven Axelsson
- 1970–1978 - Eric D Nilsson
- 1978–1984 - Jan Helleberg
- 1984–1990 - Bert-Åke Eriksson
- 1990–2001 - Jan-Eric Nilsson
- 2001–2009 - Jan-Erik Rosengren
- 2010–2011 - Jan-Eric Nilsson
- 2011–idag - Håkan Johansson